# 涌井秀章
涌井 秀章（わくい ひであき、1986年6月21日 - ）は、千葉県松戸市出身のプロ野球選手（投手）。右投右打。中日ドラゴンズ所属。
NPB史上唯一の3球団での最多勝利受賞者。
妻はモデルの押切もえ。

## 経歴

### プロ入り前
松戸市立寒風台小学校時代はソフトボールをしており（寒風台ソフトボールチーム、現わかばソフトボールに所属）、野球は松戸市立第六中学校に進学後のシニアリーグ（松戸リトルシニア）で始めた。その後横浜高等学校に進学。
高校入学時から松坂大輔二世と呼ばれていた。高校2年春に第75回選抜高等学校野球大会に1学年上のエース成瀬善久、荒波翔、同級生の石川雄洋、村田浩明らと共に出場。準決勝までは成瀬の中継ぎとして登板。決勝戦では先発したが、広陵高等学校の打線につかまり3-15と大敗した。
高校2年夏の第85回全国高等学校野球選手権大会神奈川大会では3回戦の港北高等学校戦で成瀬に代わり先発を務めたが、ノーシード高相手にリードを許す展開となり成瀬の休養に失敗。9回逆転で辛くも勝ち上がる。チームは決勝進出を果たし、3年生エース給前信吾、2年生の田澤純一を擁する横浜商科大学高等学校と対戦するが、肩を痛めていた成瀬が1回で降板し、2番手として登板したものの失点を重ね、打線も振るわず敗れ春夏連続出場を逃した。
高校3年夏には第86回全国高等学校野球選手権大会に出場。大会屈指の好投手として注目を集めた。1回戦の報徳学園高等学校戦では9回2失点の完投勝利。打撃でも片山博視から本塁打を打つなど、2安打を記録した。2回戦の京都外大西高等学校戦では延長戦にもつれ込んだが完封勝利した。3回戦の明徳義塾戦は5点を失うも完投勝利（自責点4）。準々決勝の駒大苫小牧戦では7回6失点（自責点5）を喫しチームも1-6で敗れた。第59回国民体育大会決勝戦では東北高等学校相手に14奪三振を記録し完投勝利した。3年時には2学年下の福田永将ともバッテリーを組んでいた。高校時代は大きな故障がなかったことでも知られていた。
2004年のドラフト会議前には高校生ではダルビッシュ有（東北高校）と双璧と評価されており、同会議では西武ライオンズから単独で1巡目指名を受けた。背番号は16。なお涌井が後に所属することになる中日ドラゴンズも、スカウトの中田宗男が涌井を高く評価しており、相思相愛であった中田賢一（北九州市立大学）に断りを入れた上で涌井を1巡目指名しようとしていたが、当時の落合博満監督が「今年は高校生はいらない」という意向を示したため涌井を指名することはできず、樋口龍美（JR九州）を希望入団枠で獲得した。西武はその樋口に中日より先に声を掛けていたが、中日に先を越された格好になり、代わりに涌井を1位指名する格好となった。

### 西武時代

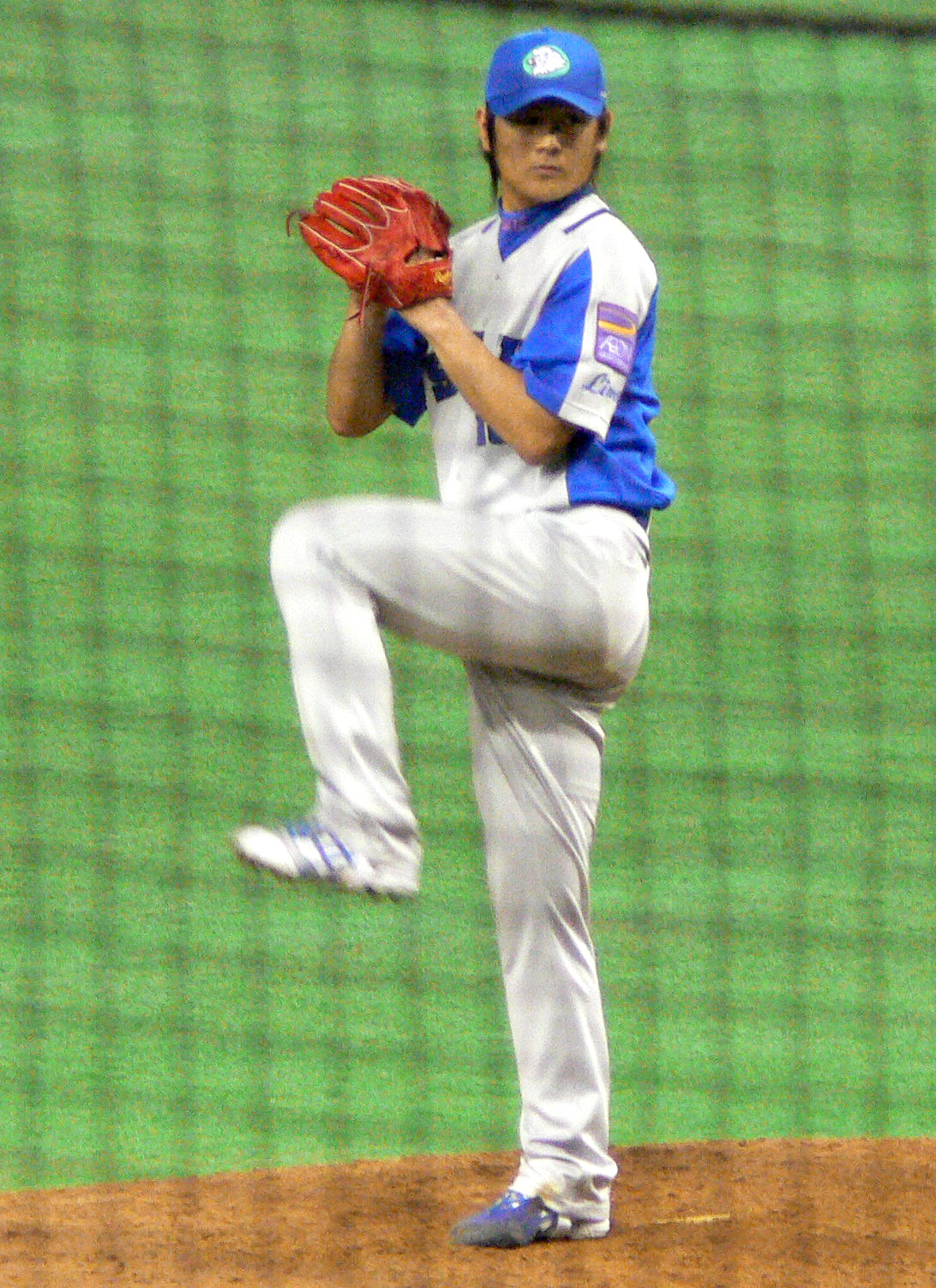
西武時代（2006年）

2005年は高卒新人ながら開幕ローテーション入りを果たし、3月29日の北海道日本ハムファイターズ戦でプロ初登板初先発となったが、髙橋信二に満塁本塁打を打たれるなど、2回1/3を7安打2四死球7失点でプロ初黒星。続く4月5日の千葉ロッテマリーンズ戦でも3回5失点で敗戦投手となり、先発ローテーションから外れた。5月15日の読売ジャイアンツ戦で約1か月ぶりとなる一軍での先発登板を果たすと、続く同29日の広島東洋カープ戦では勝敗こそ付かなかったものの、6回2/3を1安打1四球7奪三振無失点と好投。その後は先発ローテーションの一角を担い、6月18日のヤクルトスワローズ戦では6回1失点の好投でプロ初勝利を挙げた。ただ、好投した試合では打線の援護が無く、7月31日の東北楽天ゴールデンイーグルス戦で自身3連敗を喫すると、再び先発ローテーションを外れ、8月以降の一軍登板は1試合のみ。ルーキーイヤーは一軍で13試合に先発し、1勝6敗・防御率7.32という成績であった。また、二軍では9試合の登板で4勝1敗・防御率2.60を記録し、イースタン・リーグの優秀選手賞を受賞した。
2006年も開幕ローテーションに入り、開幕2試合目のオリックス・バファローズ戦でシーズン初登板初先発。7回1失点の好投でシーズン初勝利を挙げると、その後も好投を続け、開幕3戦で3勝を記録。4月16日のロッテ戦でシーズン初黒星を喫したものの、続く同23日の楽天戦では9回2安打無四球無失点の快投でプロ初完投・初完封勝利を挙げた。開幕から高卒ルーキーの炭谷銀仁朗と「10代バッテリー」を組んでいたが、配球を読まれるようになり、完封後の2戦では2敗を喫し、炭谷は二軍降格となった。5月23日の中日ドラゴンズ戦では細川亨とバッテリーを組み、第2打席ではプロ初安打を記録し、投げては7回2/3を1失点に抑え、1か月ぶりの白星。続く同30日の広島戦では田原晃司とバッテリーを組み、7回2/3を2失点に抑えて勝利投手となるなど復調を見せ、一軍へ昇格した炭谷と再びバッテリーを組むと、6月は先発した4試合全てで完投。この月は3勝1敗、リーグトップの4完投・防御率1.25を記録し、自身初の月間MVPを受賞した。7月には監督推薦でオールスターに選出され、第2戦に登板した。後半戦は8月以降の5試合のうち3試合で4失点以上と調子を落としたものの、9月9日の楽天戦からは細川とバッテリーを組むようになり、シーズン終盤は好投を見せた。この年はシーズンを通して先発ローテーションを守り、自身初の規定投球回に到達。26試合に先発して12勝8敗・防御率3.24、リーグ3位タイの8完投を記録した。
2007年は3年連続で開幕ローテーションに入り、開幕3試合目のロッテ戦でシーズン初登板初先発となり、9回2失点の好投でシーズン初勝利を完投で飾った。その後も好投を続け、4月17日の日本ハム戦では9回3安打9奪三振無失点の快投、無四球完封で開幕から4戦4勝を記録。続く同25日の福岡ソフトバンクホークス戦では5回途中5失点でシーズン初黒星を喫したが、6月19日のヤクルト戦から7月18日の楽天戦にかけて5戦5勝を記録。監督推薦により2年連続でオールスターに選出され、第1戦に登板した。この年もシーズンを通して先発ローテーションを守り、先発した28試合のうち11試合で完投し（リーグ2位）、6回未満で降板したのはわずかに3試合。リーグ最多の213イニングを投げ、17勝10敗・防御率2.79と好成績を収め、最多勝利のタイトルを獲得した。オフの契約更改では球団側から背番号18への変更を打診されるも固辞。「投手のタイトルを全て獲るくらいでないと変えられない」という背番号18の重さと「西武になってから16番を付けたのは3人（松沼雅之・潮崎哲也・涌井）だけ」と西武投手陣の一角を担った背番号16の先輩に対する敬意を理由に挙げている。

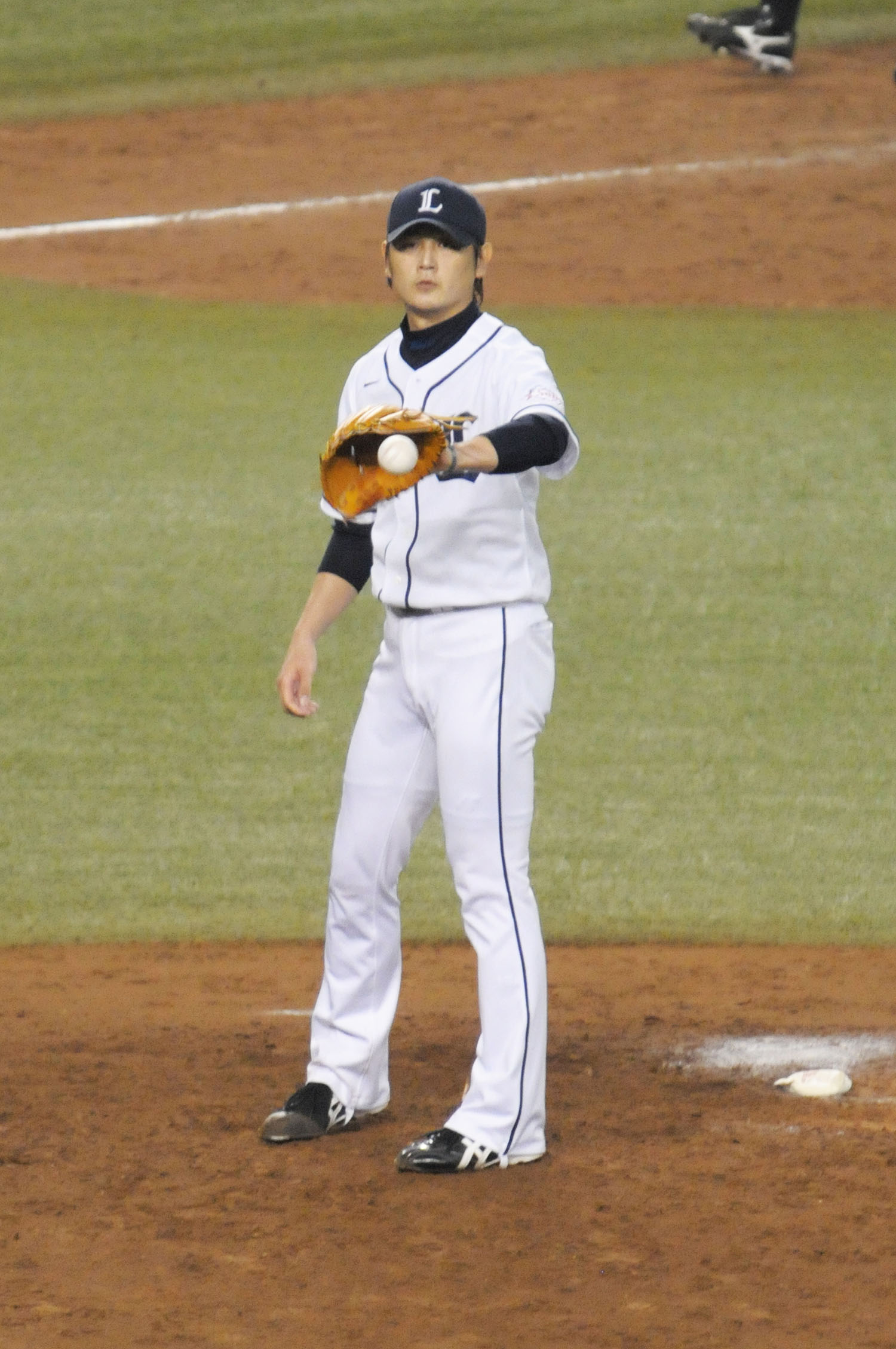
西武時代（2012年）

2008年、前年は140km/hを超えるストレートが少なかったことを受け、自主トレから球速アップに取り組み、開幕前の実戦では失点が目立ったものの、初の開幕投手に指名された。オリックスとの開幕戦に先発し、8回2失点（自責点1）と好投するも敗戦投手。その後も打線の援護が無かったり、リリーフ陣がリードを守りきれなかったりと白星に見放され、シーズン初勝利は開幕から4試合目の先発登板となった4月10日のロッテ戦であった。3・4月は好投しながらも2勝3敗と黒星が先行すると、5月以降は本調子でない投球が続いた。北京五輪から帰国後は調子を落とし、この年のレギュラーシーズンでは25試合の先発登板で10勝と3年連続の2桁勝利こそ達成したが、自責点0に抑えた試合は1度も無く、11敗はリーグワースト3位タイ、防御率3.90は同4位と不本意な成績に終わった。ポストシーズンに向け、制球重視になっていた腕の振りを鍛え直し、チームがリーグ優勝を果たして迎えたCS第2ステージでは第1戦に先発し、6回1失点の好投で勝利投手。中4日で第5戦にも先発して完封勝利を挙げ、同シリーズのMVPに輝いた。読売ジャイアンツとの日本シリーズでは第1戦に先発し、8回1失点の好投で勝利投手。第5戦での先発登板では7回途中5失点で敗戦投手となったものの、中2日で第7戦の5回裏からリリーフ登板し、2イニングを無失点に抑えてチームの日本一に貢献した。アジアシリーズでは決勝の統一ライオンズ戦に先発し、6回2/3を無失点に抑えて同シリーズの優勝にも貢献した。12月12日に行った契約更改では3500万円増となる推定年俸1億2000万円でサインし、再び球団から背番号18への変更を打診される。心機一転の意味合いに加え、石井一久にヤクルト時代から馴染みのある背番号16を付けてもらいたいという想いもあって打診を受け入れ、12月23日に背番号変更が発表された。
2009年はWBC決勝戦から帰国後は中1日でオープン戦に先発すると、渡辺久信監督が開幕投手を明言。ロッテとの開幕戦では細かい制球に苦しみながらも6回2失点と粘りの投球で勝利投手となった。4月24日のロッテ戦では1失点完投勝利を挙げ、史上初となる「毎回奪三振と全員奪三振の同時達成」を記録。5月15日のロッテ戦では自身2年ぶりの完封勝利、6月26日のソフトバンク戦から7月21日のオリックス戦にかけては5戦5勝を記録。監督推薦で2年ぶりにオールスターに選出され、第2戦に先発登板した。7月は4試合に先発し、4勝・防御率1.64という好成績で自身3年ぶり2回目となる月間MVPを受賞。8月11日のロッテ戦では自己最多の13奪三振でシーズン3度目の完封勝利。9月8日の日本ハム戦でシーズン4度目の完封勝利を挙げて以降はCS進出に向け、中5日で先発ローテーションを回り、チームのCS進出は果たせなかったものの、シーズン最後の先発登板では2失点完投で16勝目を挙げた。この年は抑えのアレックス・グラマンがシーズン序盤に左肩の不調で離脱し、手術を受けることとなり、残りのシーズンを全休。代役を務めた小野寺力も不調で二軍降格を経験するなど、リリーフ陣の不安定さもあって、先発した27試合のうち6回未満で降板したのはわずかに3試合。11完投・211回2/3・3555球は両リーグトップを記録し、16勝6敗、4完封（パ・リーグ1位）、防御率2.30（同2位）、199奪三振（同2位）、勝率.727（同3位）と圧巻の成績で自身2度目となる最多勝利のタイトルを獲得した。また、12球団の投手でただ1人沢村賞の選考基準7項目を全てクリアし、沢村賞を受賞した他、最優秀バッテリー賞とゴールデングラブ賞も受賞した。オフに出身地である松戸市の市民栄誉賞を受賞し、通算勝利数に応じて市に寄付をすることが発表された。12月15日に行った契約更改交渉では、8000万円増となる推定年俸2億円の提示を保留。同25日に代理人を同席させて2度目の契約更改交渉を行い、推定年俸2億円プラス出来高払いでサインした。
2010年は3年連続で開幕投手を務め、ロッテとの開幕戦で8回1失点の好投で勝利投手となった。5月15日の横浜ベイスターズ戦では7回3失点、打っては4打数3安打4打点でプロ初の猛打賞を記録。エースとして開幕から好調を続けるチームを牽引し、6月25日のオリックス戦で両リーグ最速の10勝に到達する活躍を見せ、監督推薦により2年連続4回目となるオールスターに選出され、第2戦に2番手として登板した。前半戦は先発した18試合のうち、7回未満で降板したのはわずか2試合とフル回転し、リーグトップタイの11勝（5敗）を記録していたが、後半戦は思うように体が動かなかったり脚が攣ったりと疲労の影響が目立ち、本調子でない投球が続いた。この年のレギュラーシーズンでは27試合に先発して14勝8敗・防御率3.67、被安打191（リーグワースト1位）、被本塁打21（同2位）という成績であった。ロッテとのCSファーストステージでは第1戦に先発して8回1失点と好投したが、チームは敗れた。オフに2年連続となるゴールデングラブ賞を受賞。契約更改では交渉が難航し、代理人を同席させた2度目の交渉でもサインに至らなかった。
2011年1月13日付で年俸調停が日本野球機構に受理された。球団提示額は現状維持の2億2000万円、涌井の希望額は5000万円増の2億7000万円であり、両者には5000万円の差額があったが、統一契約書に書き込まれた金額は3300万円増（差額の66%）の2億5300万円と涌井の主張が認められる結果となった。レギュラーシーズンは東日本大震災の影響で開幕延期となったものの、4月12日の日本ハム戦で4年連続となる開幕投手を務め、8回3失点で勝利投手となった。開幕から4試合に先発して防御率2.12を記録していたが、開幕前から右肘痛に悩まされており、5月6日に登録抹消。精密検査では遊離軟骨が見つかったものの、手術はせずに同17日の横浜戦で一軍へ復帰し、復帰後の3先発全てで完投勝利を挙げた。ただ、投打が噛み合わずに8月終了時点で最下位に沈んでいたチーム事情もあって、その後は自身4連敗を2度経験。ただ、9月以降は4勝を記録すると、チームは4位オリックスと1毛差でCSへ進出。日本ハムとのファーストステージ第1戦では5回0/3を2失点で降板となったものの、引き分けでも敗退が決まるソフトバンクとのファイナルステージ第3戦では杉内俊哉との息詰まる投手戦を展開。0-0で迎えた延長10回表、フェルナンデスが杉内の127球目を捉えて適時二塁打で先制し、杉内は涙の降板。直後の延長10回裏二死二塁、フルカウントの場面から涌井が投じた127球目を長谷川勇也が捉え、同点の適時二塁打。涌井も涙の降板となり、チームはこの試合に敗れてファイナルステージ敗退となった。レギュラーシーズンでは、右肘痛に悩まされながらチーム最多の178回1/3を投げたものの、9勝12敗・防御率2.93という成績であり、オフに4300万円減となる推定年俸2億1000万円で契約を更改。また、ポストシーズン終了時に右肘の手術を決断していたが、複数の病院を受診した結果、手術を回避して翌年の開幕を目指すこととなった。
2012年はオープン戦で不安の残る投球内容が続き、5年連続5度目となる開幕投手を務めたが、日本ハムとの開幕戦では4回0/3を5失点で敗戦投手。続く4月7日のソフトバンク戦で7回3失点、同15日のオリックス戦で3回4失点、開幕から3戦3敗・防御率7.71と振るわず、無期限の二軍降格を通達された。開幕から抑えを任されていたエンリケ・ゴンザレスの不調で新守護神確立が急務となっていたチーム事情もあり、守護神として調整を進め、5月4日にゴンザレスと入れ替わる形で一軍へ昇格。同日のロッテ戦でレギュラーシーズンでは初となるリリーフ登板となり、1イニングを三者凡退に抑え、5月13日の日本ハム戦ではプロ初セーブを挙げた。ところが、5月18日発売の写真週刊誌『フライデー』において女性問題が発覚。翌19日に「今回の報道でファンの皆さまや球団、チームメイトにご心配をおかけし、申し訳なく思っています。」と謝罪したが、5月22日に球団は品格を問題視して、涌井の出場選手登録を無期限で抹消とすることを発表した。飯田則昭専務はこの件について「一度、考える時間と場所を取ってもらう。プロ野球選手としてどう振る舞っていくべきか」と異例の降格理由を説明した。6月16日に球団が厳重注意の上で処分解除を発表し、6月22日に一軍へ昇格し、同日のオリックス戦で復帰登板。23日の同カードで復帰後初セーブを挙げると、その後は抑えに固定され、固定当初は不安定な投球であったものの、7月に入るとストレートの球速が上がり、投球内容も安定していった。8月末から9月頭にかけての6連戦では5セーブを記録、日本ハムとの優勝争いが佳境に入ると回跨ぎでの登板もこなすなど、抑えとしてフル回転。チームはリーグ優勝を逃したが、最大借金9・首位から11ゲーム差からの巻き返しに貢献した。この年は55試合（3先発）に登板して1勝5敗3ホールド・防御率3.71、リーグ2位の30セーブを記録。オフの11月6日に「侍ジャパンマッチ2012「日本代表 VS キューバ代表」」の日本代表に選出され、12月4日には第3回WBCの日本代表候補選手34人に選出された。契約更改では球団からの2年契約を辞退し、1000万円増となる推定年俸2億2000万円の単年契約でサインした。
2013年、WBC大会終了後にWBC日本代表合宿中の女性問題を週刊誌に報じられ、3月22日に球団から厳重注意を受けた。レギュラーシーズンでは先発としての調整不足もあり、開幕6試合目のソフトバンク戦でシーズン初登板初先発となり、6回1失点で2年ぶりの先発勝利を挙げた。開幕3連勝を記録したが、6回を投げきれずに降板する試合が続き、5月19日の阪神タイガース戦では3回0/3を6失点（自責点3）でノックアウトを喫し、中継ぎへ配置転換となった。中継ぎでは復調を見せ、6月27日のソフトバンク戦で先発機会を得たが、2回0/3を7安打5失点と全く良い結果を残せず、二軍降格が決まった。7月27日のオリックス戦に先発し、約1か月ぶりの一軍登板となったが、6回7安打5失点で敗戦投手となり、デニス・サファテの故障離脱もあって、再びリリーフへ配置転換。8月9日のオリックス戦でシーズン初セーブを挙げるなど成果を残し、同13日のオリックス戦に先発するも4回5失点。ラストチャンスとなった8月20日のロッテ戦では1回1/3を3失点でノックアウトを喫し、残りのシーズンではリリーフとして起用されることが決定した。チームは一時自力でのCS進出が消滅したが、9月後半に追い上げ、涌井は9月25日から毎試合登板とフル回転すると、10月1日のロッテ戦からは抑えを任される。同6日の日本ハム戦でチーム10試合連続登板・6日連続セーブとなり、チーム6試合連続セーブは史上5人目のプロ野球タイ記録、6日連続での達成は史上2人目。10試合連続登板は稲尾和久を超える球団記録となった。この試合でチームはCS進出を決め、10月8日のロッテ戦では涌井の登板機会は無かったものの、8連勝でレギュラーシーズン2位を確定。リリーフとしてシーズン最終盤の逆転劇に大きく貢献し、この年は45試合（11先発）の登板で5勝7敗13ホールド7セーブ・防御率3.90という成績であったが、先発防御率5.70と先発としては不本意な成績に終わった。シーズン中に国内FA権を取得しており、シーズン終了後に球団からの単年契約でのダウン提示を受けたことや先発へのこだわりを理由にFA権を行使した。

### ロッテ時代

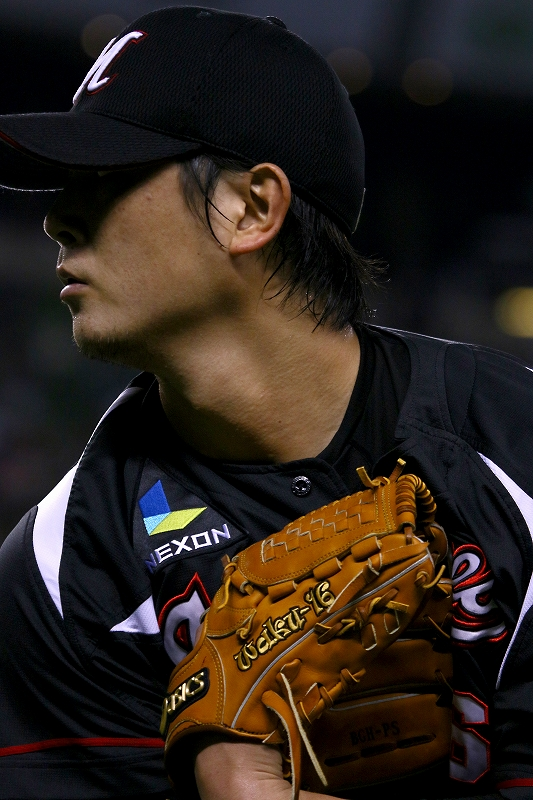
ロッテ時代（2014年）

西武とロッテの2球団との交渉が長期化したが、先発起用が決め手となり、2013年12月18日にロッテが涌井の獲得を発表した。2年契約で翌年の推定年俸は2億2000万円プラス出来高払い。同25日に入団会見を行い、背番号は西武入団時と同じ16と発表された。
2014年、オープン戦や二軍戦での調整登板では不安の残る投球内容であったが、開幕ローテーション入り。西武との本拠地開幕戦で移籍後初登板初先発となるも、5回2/3を3失点で敗戦投手となった。移籍後3試合目の先発となった4月15日の西武戦で7回5安打2失点と好投し、移籍後初勝利を挙げた。また、古巣である西武から白星を挙げたことで史上13人目となる全球団勝利を達成。2005年に交流戦が開始されて以降にこの記録を達成した10人のうち、所属球団が最小の2球団で達成したのは久保康友・石井一久・杉内俊哉に次ぐ史上4人目。一方のリーグだけに所属して達成したのは涌井が史上初となった。5月は好投しながらも打線の援護が無く、月間3敗を喫すると、その後は調子を落とし、7月13日の楽天戦では4回6失点で8敗目となり、二軍降格となった。同26日の西武戦に先発して以降はシーズン終了まで先発ローテーションを守り、9月は好投を続けて月間3勝を挙げた。この年は3年ぶりに規定投球回に到達したものの、26試合の先発で8勝12敗・防御率4.21という成績であった。オフに現状維持となる推定年俸2億2000万円で契約を更改した。
2015年は3年ぶり6度目、ロッテ移籍後では初となる開幕投手に指名され、ソフトバンクとの開幕戦に先発し、6回6安打無失点の好投で勝利投手となった。続く4月4日の楽天戦でも9回6安打無四死球1失点と好投し、自身2年ぶりとなる無四死球完投でロッテ移籍後初の完投勝利を挙げた。開幕から先発ローテーションを守り、7月1日終了時点で6勝5敗・防御率3.20を記録すると、監督推薦で自身5年ぶり5度目となるオールスターに選出され、第1戦に登板した。8月14日のオリックス戦で7回2失点と好投し、自身5年ぶりのシーズン10勝を記録すると、その後も白星を積み重ねた。シーズン最終戦となった10月6日の楽天戦では志願して中4日で先発し、10回137球6安打3失点の熱投で15勝目を挙げ、日本ハムの大谷翔平と並んで最多勝利のタイトルを獲得。西武時代の2009年以来となる自身6年ぶり3度目、ロッテ移籍後では初の獲得となった。この年はシーズンを通して先発ローテーションを守り、28試合に先発して15勝9敗・防御率3.39、リーグ2位の188回2/3を投げ、エースとしてチームの2年ぶりAクラス入りに大きく貢献。CSファーストステージ第3戦では、レギュラーシーズン最終戦から中5日で先発となり、6回1/3で8安打4四球を許しながらも1失点。143球の粘りの投球でチームをファイナルステージ進出に導いた。オフに自身5年ぶり3回目となるゴールデングラブ賞を受賞し、契約更改では現状維持の推定年俸2億2200万円でサイン。また、ロッテ移籍時の契約が3年契約であったことを明かした。
2016年は2年連続7度目となる開幕投手を務め、日本ハムとの開幕戦では7回4安打無失点の好投で勝利投手。その後も白星を積み重ね、4月29日の日本ハム戦でも7回2失点と好投し、開幕5連勝を記録。3・4月は5勝0敗・防御率2.59という成績で自身7年ぶり3回目となる月間MVPを受賞した。ただ、5月以降は打線の援護に恵まれないようになり、5月19日の西武戦で9回2失点の力投も完投負けでシーズン初黒星。続く先発登板でも9回1失点完投、7回2失点（自責点1）という内容で自身3連敗を喫した。6月17日の巨人戦で9回1失点完投勝利を挙げ、自身の連敗を止めると、同27日のソフトバンク戦でも完投勝利。7月4日に監督推薦で2年連続6度目となるオールスターに選出され、第2戦の先発を務めた。ただ、7月以降も打線の援護に恵まれない試合が多く、この年もシーズンを通して先発ローテーションを守ったが、26試合に先発して10勝7敗と勝ち星が伸び悩んだ。ただ、25試合で6イニング以上を投げ、リーグ7位の防御率3.01、リーグ2位の188回2/3、リーグトップタイの5完投を記録。リリーフ陣に故障者が続出していたチームを助ける、エースの働きを見せた。ポストシーズンではCSファーストステージ第1戦に先発し、7回2失点と好投したが、リリーフ陣が逆転を許してチームは敗れた。オフに2年連続4度目となるゴールデングラブ賞を受賞。11月1日にはモデルの押切もえと結婚した。なお、契約更改交渉は越年となった。
2017年1月25日に契約更改交渉を行い、推定3年契約、3000万円増となる推定年俸2億5000万円でサインした。レギュラーシーズンでは3年連続8度目となる開幕投手を務め、ソフトバンクとの開幕戦で7回1/3を2失点と力投するも敗戦投手。4月15日の西武戦で7回4安打無失点と好投し、シーズン初勝利を挙げたものの、この年は好不調の波が激しく、9月2日の日本ハム戦で自身6年ぶりの完封勝利を挙げた一方、5月12日の日本ハム戦ではパ・リーグ新記録となる1試合6被弾で自己ワーストの10失点、9月16日の楽天戦では自己ワーストタイの1イニング7失点を喫した。また、好投した試合では打線の援護に恵まれないことが多く、黒星が大きく先行した。この年もシーズンを通して先発ローテーションを守ったが、25試合に先発して5勝11敗・防御率3.99と不本意な成績であった。シーズン中に海外FA権を取得しており、オフの11月8日にFA権を行使。メジャーリーグへの移籍を目指しての行使であり、日本に残る場合はロッテに残留する意向を表明した。
2018年に入っても涌井の獲得に動くメジャー球団は無く、1月29日にメジャー挑戦を断念してロッテに残留することを表明した。同日にロッテと契約交渉を行い、単年契約の推定年俸2億円でサインした。レギュラーシーズンでは4年連続9度目となる開幕投手を務め、楽天との開幕戦で7回6安打無失点と好投し、勝利投手の権利を持って降板したが、リリーフ陣が逆転を許してチームは敗れた。4月26日の楽天戦ではシーズン2勝目を2安打完封で飾り、5月18日のソフトバンク戦では7回2失点（自責点1）の好投でシーズン4勝目を挙げたが、その後は打ち込まれる試合が続き、白星から遠ざかった。ただ、6月29日のソフトバンク戦で7回2失点と好投すると、その後も好投を続け、7月22日のオリックス戦で7回1/3を3失点に抑えて65日ぶりの白星を挙げた。「本来のパフォーマンスが出来ていない」との理由で8月9日から二軍再調整となり、9月6日のソフトバンク戦で約1か月ぶりとなる一軍での先発登板。7回1/3を2失点に抑えながらも打線の援護が無く、敗戦投手となったものの、シーズン終了まで先発ローテーションを回り、再昇格後は2勝を記録した。この年は5年連続となる規定投球回到達こそ達成したが、22試合に先発して7勝9敗・防御率3.70という成績であった。
2019年1月17日に契約更改交渉を行い、現状維持の推定年俸2億円でサイン。また、自ら球団に志願して背番号を18に変更した。レギュラーシーズンでは西武との開幕2カード目の初戦でシーズン初登板初先発となったが、4回0/3を5失点で敗戦投手。4月16日のソフトバンク戦ではシーズン初勝利を2010年7月16日以来の無四球完封で飾るなど、自身3連勝を記録したが、その後は不調に陥った。7月31日のオリックス戦で4回8安打6失点、7敗目を喫すると二軍再調整が決定。二軍でも苦しい投球は続き、9月22日に中継ぎとして一軍へ昇格し、西武とのシーズン最終戦で6年ぶり（ロッテ移籍後では初）となるリリーフ登板となったが、4回1/3を3失点と役割を果たせず、チームも大敗を喫してCS進出を逃した。この年は6年ぶり（ロッテ移籍後では初）となる規定投球回到達を逃し、18試合（17先発）の登板で3勝7敗・防御率4.50という成績に終わり、特に3勝目を挙げて以降の12試合（11先発）では0勝6敗・防御率5.16と非常に苦しんだ。

### 楽天時代

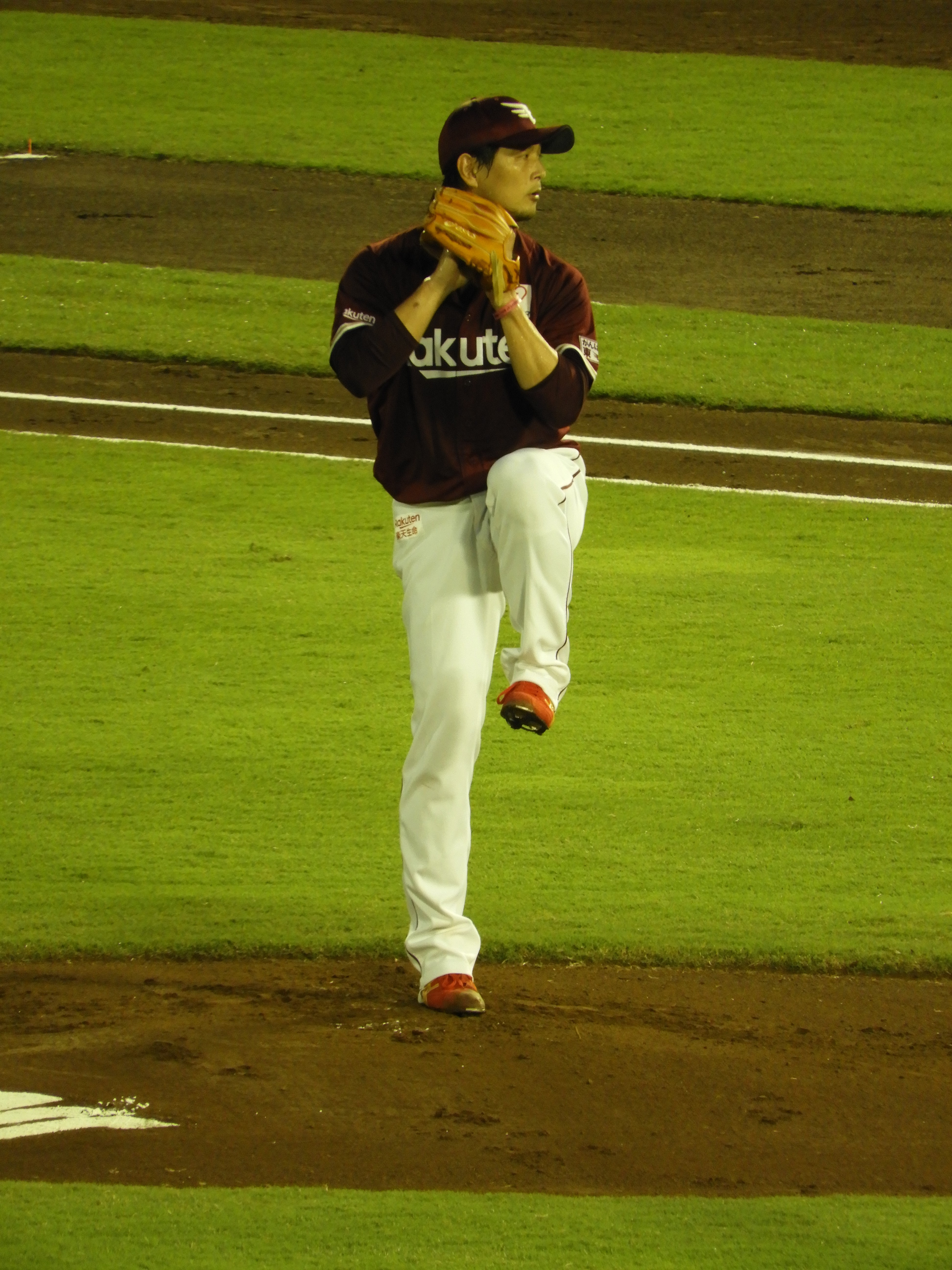
東北楽天ゴールデンイーグルス時代 (2020年)

2019年12月19日に金銭トレードで楽天への移籍が決まった。背番号は16。同23日の入団会見前に契約更改交渉を行い、7500万円減となる推定年俸1億2500万円プラス出来高払いで合意した。
2020年は春季キャンプで小山伸一郎投手コーチが現役時代に投げていたシンカーを習得。新型コロナウイルスの影響で120試合制の短縮シーズンとなり、開幕も6月に延期となったが、開幕ローテーションに入り、6月24日の日本ハム戦で移籍後初登板初先発。7回4安打2失点の好投で移籍後初勝利を挙げると、6・7月度は6試合に先発して防御率2.89、リーグトップの5勝・奪三振率9.88と好成績を収め、自身4年ぶり4回目となる月間MVPを受賞。パ・リーグ3球団での受賞は史上初であった。8月5日のソフトバンク戦では9回一死まで無安打無得点の快投を披露。川島慶三にセンター前ヒットを打たれてノーヒットノーランは逃したが、その1安打のみで移籍後初の完封勝利を挙げると、その後も連勝を伸ばし、同19日の日本ハム戦では8回1失点の好投で開幕8連勝を達成。これは2013年の田中将大（24連勝）以来、球団史上2人目の快挙であった。8月26日のロッテ戦で7回3安打2失点と好投しながらも敗戦投手となり、開幕からの連勝が止まると、自身3連敗を喫したが、9月23日のロッテ戦で約1か月ぶりの白星を挙げると、自身3連勝で4年ぶりの2桁勝利を達成。シーズン最終盤は失速したものの、この年はシーズンを通して先発ローテーションを守り、2年ぶりに規定投球回へ到達し、20試合の先発でリーグ3位の130回を投げ、11勝4敗・防御率3.60を記録。千賀滉大、石川柊太と並んで自身5年ぶり4度目となる最多勝利のタイトルを獲得し、3球団での最多勝利獲得はNPB史上初の快挙となった。オフに3500万円増となる推定年俸1億6000万円で契約を更改した。
2021年は自身3年ぶり10度目となる開幕投手に指名され、パ・リーグ3球団での開幕投手は史上初となった。日本ハムとの開幕戦に先発し、7回4安打無失点で勝利投手となり、3球団での開幕戦先発勝利投手は史上初の快挙であった。3・4月度は6試合に先発して防御率1.51、チームトップの4勝と好成績を残してチーム首位の原動力となり、自身5回目となる月間MVPを受賞した。しかし、5月は4試合に先発して1勝3敗・防御率8.27、6月は3試合に先発して1勝2敗・防御率6.35と調子を落とし、6月19日に出場選手登録を抹消された。7月3日のロッテ戦で一軍へ昇格し、勝敗は付かなかったものの、6回2失点と好投。ただ、続く同10日の西武戦では3回6失点、東京オリンピックによる中断期間からの再開後の2先発ではいずれも2回で降板となり、8月23日に再び出場選手登録を抹消された。10月15日に中継ぎとして一軍へ昇格し、4試合に登板して防御率2.25を記録したが、この年は21試合（17先発）の登板で6勝8敗・防御率5.04という成績に終わった。オフに5000万円減となる推定年俸1億1000万円で契約を更改した。
2022年は開幕を二軍で迎えたが、4月1日に則本昂大が新型コロナウイルス陽性反応で先発登板を回避し、急遽一軍へ昇格。同日のソフトバンク戦で同年初登板初先発となり、打線の援護が無く敗戦投手となったが、6回1失点と好投した。続く4月9日の日本ハム戦でシーズン初勝利を挙げると、5月4日の日本ハム戦では2年ぶりの完投勝利で自身3連勝を記録。翌5日にチーム事情で出場選手登録を抹消され、二軍での調整登板を経て、5月18日のロッテ戦に先発したが、4回の先頭打者・中村奨吾のピッチャーゴロが右手中指付近に当たり、負傷降板。検査の結果、右手中指の骨折と診断され、ボルト3本を入れる固定手術を受けた。同じような故障で競技復帰したプロ野球選手の例は少なく、選手生命が脅かされる大怪我であったが、8月10日の二軍戦で実戦復帰。9月8日のソフトバンク戦で一軍復帰を果たし、6回3安打2失点で勝利投手となった。この年は10試合の先発登板で4勝3敗・防御率3.54という成績であった。

### 中日時代
2022年11月15日、阿部寿樹との交換トレードで中日ドラゴンズへ移籍することが両球団より発表された。楽天の石井一久GM兼一軍監督は、今回のトレードが中日からの打診であり、打診直後から涌井と話し合いを重ね、この日の発表に至ったことを明かした。背番号は杉下茂、権藤博、星野仙一、小松辰雄、宣銅烈、中田賢一ら好投手が着用していた中日のエースナンバーである20となった。
2023年は4月1日の読売ジャイアンツ戦（東京ドーム）で移籍後初先発し、7回2失点で試合を作ったが敗戦投手となった。先発した3試合で防御率2.50を記録しながら打線の援護が1点しかなく、4月18日の東京ヤクルト戦で敗れたことにより自身は開幕から3連敗を喫した。それでも、4試合目の先発登板となった4月26日の広島東洋カープ戦（MAZDA Zoom-Zoom スタジアム広島）で7回3失点で移籍後初勝利を挙げた。その後もチームの先発ローテーションの一角を担うが、7月28日の読売ジャイアンツ戦（東京ドーム）で2回途中6失点で敗戦投手となった翌日に一軍登録を抹消された。二軍調整を経て翌月22日の阪神タイガース戦での先発登板で一軍に復帰した。最終的に同年は21試合の先発で防御率3.97の成績を残したが、打線の援護が少ない中で5勝13敗と負け越した。一方で、シーズン中には自己最速タイの球速152キロ毎時を記録した。オフの11月27日に現状維持の年俸1億円で契約更改し（金額は推定）、その後の会見の席ではチームの若手選手の姿勢について「レギュラーを取る姿勢が見えない」と苦言を呈した。
2024年は、開幕2試合目の対東京ヤクルトスワローズ2回戦（明治神宮野球場）で先発登板し、4回裏にホセ・オスナと村上宗隆から連続で2三振を奪ったことによりNPB史上24人目となる通算2000奪三振を達成した。なお4球団以上に在籍した投手による通算2000奪三振達成は、江夏豊・工藤公康に次いでNPB史上3人目となる。また中日在籍投手による達成は小野正一（1968年）、山本昌（2006年）に次いで3人目である。

## 代表経歴
2007年シーズン終了後には、北京五輪出場をかけたアジア予選決勝リーグの日本代表メンバーに選出され、12月1日のフィリピンとの初戦に先発し、6回1安打無失点の好投で勝利投手となった。
2008年8月には北京オリンピック野球日本代表に選出され、台湾戦と中国戦の先発を任され、いずれも勝利投手。韓国戦では2点ビハインドの8回途中からリリーフ登板となり、味方の失策もあって2点を失った。ただ、当初の順番ではダルビッシュが中継ぎとして登板する予定で、涌井は一度肩をつくっていたが休んでいた。急遽予定が変更されたが、ブルペンの電話が故障していてベンチの指令が伝わらず、涌井は準備不足の状態で登板することになったと後に大野豊が明かした。
2009年は春季キャンプから第2回WBCの代表入りに向けてWBC用のボールとロジンを使用し、調整当初は感覚の違いに苦戦した、調整を進めるにつれて適応し、2月22日に日本代表に選出された。3月に開催された同大会では3試合に登板し、防御率2.70を記録した。
2013年開幕前の2月20日に第3回WBC日本代表に選出され、同大会では中継ぎを務めた。

## 選手としての特徴
投球フォームはスリークォーター。球持ちが良くバランスの取れたフォームからキレの良い速球と多彩な変化球を投げる本格派右腕。豊富な走り込み量によって培われた強靭な足腰を持ち、9回でも140km/hを越える球速を計測できるスタミナを備える。江夏豊は「フォームのバランスの良さでは涌井は今の日本球界において3指に入るだろう。他の投手と比べても、打者寄りでボールを離しているように見える。（中略）下半身の粘りがなければあれだけ長くボールを持った投球というのは難しいものだ」と述べている。
ストレートの最速は152km/h。1試合での平均は142km/h程。2012年にクローザーとして起用された際の平均球速は145km/hを記録した。
松沼雅之は「涌井投手のフォームの特徴は、ロスがなく全ての力を一点に、つまりボールに伝えて投げていること。そのため実際のボールのスピードよりバッターには速く見える」と評している。
西武時代の投手コーチだった潮崎哲也は「先発して初回から普通に投げている時は（中略）力の入れ具合という部分で余裕を持って投げている。その代わりここ一番という所では全力で勝負できます」と証言している。
変化球は縦横のスライダー、120km/h前後のカーブ、100km/h前後のスローカーブ、フォーク、チェンジアップ、シュート、カットボールを投げ、潮崎からは「どの球種でもストライクが取れ、勝負できるため、バッターからは絞り辛い」と評されているが、反面「空振りを取れる球がない」とも指摘されている。2010年は前年に被打率.115を記録していたフォークが変化しなくなったことに苦しみ、渡辺久信は「2007年まで決め球だったフォークの復活が今後の課題」と述べた。また、楽天に移籍した2020年からは、投手コーチ・小山伸一郎から教わって新たにシンカーを習得しており、「こやシン」という通称をつけている。
潮崎は特徴のひとつとして試合中の修正力、アレンジ力に優れていることを挙げている。江夏も「その日の調子を早い段階で読み取り、投球の軸に調子の良い球を据える。それを自分の判断で出来るというか勝負のポイントで使っている涌井の姿をよく見る、感心するほどだ」と評している。
フィールディングも上手く、バントの打球を素早く処理し、一塁走者を二塁で封殺することも多い。牽制の技術にも秀でており、2011年には両リーグ最多の5度の牽制アウトを記録した。2020年現在、ゴールデングラブ賞を4回受賞している。フィールディングについては横浜高校時代の練習が基礎にあるという。

## 人物
2016年11月2日、モデルの押切もえとの結婚を発表した。
毎年、独自練習のメニューを作成している大迫幸一は「フィジカル面で彼（涌井）の陰の努力は半端ではない」と舌を巻く。特に走り込み量の多さは球界有数で、下半身が大きくなり、オフに買ったジーンズの膝が座ったと同時に破けたこともある。潮崎哲也も「野球に対する取り組みは真剣で真面目、自分の置かれている立場を理解して、周りにも良い影響を与えている」と高く評価している。
落合博満は涌井の印象を「ポーカーフェイスでマウンドに立ち、1人で投げきった。ストライクをボールと判定されても顔には出さず、自分の中にしまい込んでいた。最近は喜怒哀楽を表に出す選手が多い。その中で、まだこういう選手がいたのかと、ちょっと嬉しかった」と書いている。プレー中だけでなく写真撮影で笑顔になることも苦手で、雑誌の取材は苦労するという。しかしとても涙もろい一面があり、石井貴の引退試合、赤田将吾のトレード発表の際には、人目もはばからず号泣する姿が報道された。
漫画やゲームが大好きで、帆足和幸と「ONE PIECE会」を結成し、『ONE PIECE』好きが高じて『漫道コバヤシ』「映画ONE PIECE FILM Z公開記念特番」（2012年12月14日）にも出演した。さらに西武時代には、チームで流行していた『ボンバーマン』は一番の腕前であった。苦手な取材も、終わると笑顔になるという。試合中と普段のギャップの激しさから、文化放送ライオンズナイターでは「ピッチングは大人、言動は子供」と評され、潮崎からも「まだまだ、おこちゃまなところがある」と言われる。チームメイトは涌井を「不思議ちゃん」と評し、雑誌では「ツンデレ系」とも評された。
同い年のダルビッシュ有とは互いに「ライバル」として認めあう関係である。ダルビッシュと初めて会ったのは高校3年生時の世界野球選手権大会で、同大会での合宿所で他の選手は3人部屋だったところ涌井とダルビッシュは2人部屋だったため、お互い人見知りで喋りが得意じゃなかったことで困ったというが、「不思議とすぐに打ち解けられた」のだという。2017年にFA権を行使してメジャー移籍を模索したのは「ダルビッシュとアメリカで投げ合いたい」というのが大きな理由だったという。ダルビッシュは涌井の楽天移籍が決まった際には自身のYouTubeチャンネルにおいて「高校時代からのライバルで良き友の涌井との話」という動画を投稿し、同動画では「切磋琢磨できるいいライバル。僕の野球人生は涌井を知った時から始まった」と涌井について語っている。
「エース」と呼ばれることに違和感を持っており「（エースと呼ばれることに）拘りはありません。二番手・三番手とか順番を付けるのもいらないと思います。マウンドにあがった投手全員で勝ちにいくのが、強いチームだと思う」という持論を持っている。
幼少時は偏食だったが現在は野菜中心の食生活を心がける。キャンプ中に鳩サブレーばかり食べていたことを帆足から暴露された。

## 詳細情報

### 年度別投手成績
| 年 度      | 球 団      | 登 板 | 先 発 | 完 投 | 完 封 | 無 四 球 | 勝 利 | 敗 戦 | セ 丨 ブ | ホ 丨 ル ド | 勝 率 | 打 者 | 投 球 回 | 被 安 打 | 被 本 塁 打 | 与 四 球 | 敬 遠 | 与 死 球 | 奪 三 振 | 暴 投 | ボ 丨 ク | 失 点 | 自 責 点 | 防 御 率 | W H I P |
| ---------- | ---------- | ----- | ----- | ----- | ----- | -------- | ----- | ----- | -------- | ----------- | ----- | ----- | -------- | -------- | ----------- | -------- | ----- | -------- | -------- | ----- | -------- | ----- | -------- | -------- | ------- |
| 2005       | 西武       | 13    | 13    | 0     | 0     | 0        | 1     | 6     | 0        | 0           | .143  | 253   | 55.1     | 62       | 11          | 23       | 0     | 4        | 57       | 2     | 0        | 45    | 45       | 7.32     | 1.54    |
| 2006       | 西武       | 26    | 26    | 8     | 1     | 2        | 12    | 8     | 0        | 0           | .600  | 734   | 178.0    | 161      | 16          | 53       | 0     | 8        | 136      | 7     | 1        | 79    | 64       | 3.24     | 1.20    |
| 2007       | 西武       | 28    | 28    | 11    | 1     | 3        | 17    | 10    | 0        | 0           | .630  | 877   | 213.0    | 199      | 14          | 50       | 3     | 8        | 141      | 7     | 0        | 71    | 66       | 2.79     | 1.17    |
| 2008       | 西武       | 25    | 25    | 5     | 0     | 1        | 10    | 11    | 0        | 0           | .476  | 738   | 173.0    | 173      | 16          | 51       | 4     | 8        | 122      | 11    | 0        | 80    | 75       | 3.90     | 1.29    |
| 2009       | 西武       | 27    | 27    | 11    | 4     | 0        | 16    | 6     | 0        | 0           | .727  | 863   | 211.2    | 162      | 12          | 76       | 2     | 9        | 199      | 5     | 0        | 57    | 54       | 2.30     | 1.12    |
| 2010       | 西武       | 27    | 27    | 6     | 2     | 1        | 14    | 8     | 0        | 0           | .636  | 828   | 196.1    | 191      | 21          | 54       | 4     | 9        | 154      | 6     | 0        | 85    | 80       | 3.67     | 1.25    |
| 2011       | 西武       | 26    | 26    | 5     | 1     | 2        | 9     | 12    | 0        | 0           | .429  | 744   | 178.1    | 184      | 9           | 41       | 0     | 8        | 108      | 7     | 0        | 71    | 58       | 2.93     | 1.26    |
| 2012       | 西武       | 55    | 3     | 0     | 0     | 0        | 1     | 5     | 30       | 3           | .167  | 271   | 63.0     | 66       | 1           | 22       | 1     | 2        | 40       | 1     | 0        | 27    | 26       | 3.71     | 1.40    |
| 2013       | 西武       | 45    | 11    | 1     | 0     | 1        | 5     | 7     | 7        | 13          | .417  | 398   | 92.1     | 89       | 4           | 29       | 1     | 8        | 79       | 5     | 0        | 51    | 40       | 3.90     | 1.28    |
| 2014       | ロッテ     | 26    | 26    | 1     | 0     | 0        | 8     | 12    | 0        | 0           | .400  | 708   | 164.2    | 158      | 9           | 63       | 1     | 10       | 116      | 7     | 1        | 81    | 77       | 4.21     | 1.34    |
| 2015       | ロッテ     | 28    | 28    | 1     | 0     | 1        | 15    | 9     | 0        | 0           | .625  | 786   | 188.2    | 178      | 11          | 57       | 0     | 8        | 117      | 6     | 0        | 79    | 71       | 3.39     | 1.25    |
| 2016       | ロッテ     | 26    | 26    | 5     | 0     | 1        | 10    | 7     | 0        | 0           | .588  | 793   | 188.2    | 195      | 15          | 48       | 0     | 4        | 118      | 1     | 0        | 73    | 63       | 3.01     | 1.29    |
| 2017       | ロッテ     | 25    | 25    | 1     | 1     | 0        | 5     | 11    | 0        | 0           | .313  | 675   | 158.0    | 156      | 20          | 53       | 0     | 7        | 115      | 6     | 0        | 74    | 70       | 3.99     | 1.32    |
| 2018       | ロッテ     | 22    | 22    | 1     | 1     | 0        | 7     | 9     | 0        | 0           | .438  | 629   | 150.2    | 155      | 16          | 43       | 4     | 2        | 99       | 3     | 0        | 65    | 62       | 3.70     | 1.31    |
| 2019       | ロッテ     | 18    | 17    | 2     | 1     | 1        | 3     | 7     | 0        | 0           | .300  | 462   | 104.0    | 121      | 14          | 27       | 1     | 6        | 87       | 3     | 0        | 58    | 52       | 4.50     | 1.42    |
| 2020       | 楽天       | 20    | 20    | 1     | 1     | 0        | 11    | 4     | 0        | 0           | .733  | 529   | 130.0    | 110      | 17          | 38       | 1     | 3        | 110      | 3     | 0        | 53    | 52       | 3.60     | 1.14    |
| 2021       | 楽天       | 21    | 17    | 0     | 0     | 0        | 6     | 8     | 0        | 0           | .429  | 420   | 96.1     | 110      | 7           | 26       | 1     | 2        | 76       | 4     | 0        | 57    | 54       | 5.04     | 1.41    |
| 2022       | 楽天       | 10    | 10    | 1     | 0     | 1        | 4     | 3     | 0        | 0           | .571  | 224   | 56.0     | 50       | 6           | 10       | 0     | 1        | 35       | 0     | 0        | 23    | 22       | 3.54     | 1.07    |
| 2023       | 中日       | 21    | 21    | 0     | 0     | 0        | 5     | 13    | 0        | 0           | .278  | 479   | 111.0    | 116      | 9           | 30       | 1     | 2        | 89       | 1     | 0        | 53    | 49       | 3.97     | 1.32    |
| 2024       | 中日       | 16    | 16    | 0     | 0     | 0        | 3     | 5     | 0        | 0           | .375  | 349   | 85.0     | 79       | 4           | 23       | 1     | 2        | 46       | 3     | 0        | 31    | 29       | 3.07     | 1.20    |
| 通算：20年 | 通算：20年 | 505   | 414   | 60    | 13    | 14       | 162   | 161   | 37       | 16          | .502  | 11760 | 2794.0   | 2715     | 232         | 817      | 24    | 111      | 2044     | 88    | 2        | 1213  | 1109     | 3.57     | 1.26    |

- 2024年度シーズン終了時
- 各年度の太字はリーグ最高

### 年度別投手（先発）成績所属リーグ内順位
| 年 度 | 年 齢 | リ ｜ グ   | 完 投 | 完 封 | 勝 利 | 勝 率 | 投 球 回 | 奪 三 振 | 防 御 率 |
| ----- | ----- | ---------- | ----- | ----- | ----- | ----- | -------- | -------- | -------- |
| 2005  | 19    | パ・リーグ | -     | -     | -     | -     | -        | -        | -        |
| 2006  | 20    | パ・リーグ | 3位   | 5位   | 5位   | 6位   | 4位      | 6位      | -        |
| 2007  | 21    | パ・リーグ | 2位   | 4位   | 1位   | 6位   | 1位      | 6位      | 8位      |
| 2008  | 22    | パ・リーグ | 5位   | -     | 7位   | -     | 5位      | 8位      | -        |
| 2009  | 23    | パ・リーグ | 1位   | 1位   | 1位   | 2位   | 1位      | 2位      | 2位      |
| 2010  | 24    | パ・リーグ | 4位   | 3位   | 3位   | 7位   | 4位      | 6位      | 10位     |
| 2011  | 25    | パ・リーグ | 5位   | 4位   | -     | -     | 5位      | -        | -        |
| 2012  | 26    | パ・リーグ | -     | -     | -     | -     | -        | -        | -        |
| 2013  | 27    | パ・リーグ | -     | -     | -     | -     | -        | -        | -        |
| 2014  | 28    | パ・リーグ | 6位   | -     | -     | -     | 5位      | -        | -        |
| 2015  | 29    | パ・リーグ | -     | -     | 1位   | 3位   | 2位      | 10位     | 8位      |
| 2016  | 30    | パ・リーグ | 1位   | -     | 5位   | -     | 2位      | 9位      | 7位      |
| 2017  | 31    | パ・リーグ | -     | 3位   | -     | -     | 8位      | -        | -        |
| 2018  | 32    | パ・リーグ | 10位  | 4位   | -     | -     | 8位      | 10位     | 7位      |
| 2019  | 33    | パ・リーグ | 1位   | 2位   | -     | -     | -        | -        | -        |
| 2020  | 34    | パ・リーグ | 4位   | 1位   | 1位   | 2位   | 3位      | 4位      | 4位      |
| 2021  | 35    | パ・リーグ | -     | -     | -     | -     | -        | -        | -        |
| 2022  | 36    | パ・リーグ | -     | -     | -     | -     | -        | -        | -        |
| 2023  | 37    | セ・リーグ | -     | -     | -     | -     | -        | -        | -        |
| 2024  | 38    | セ・リーグ | -     | -     | -     | -     | -        | -        | -        |

- -は10位未満（防御率の規定投球回未達も-と表記）
- 太字年度は規定投球回到達年度、年齢背景色金色は沢村栄治賞受賞年齢

### オリンピックでの投手成績
| 年 度 | 代 表 | 登 板 | 先 発 | 勝 利 | 敗 戦 | セ ｜ ブ | 打 者 | 投 球 回 | 被 安 打 | 被 本 塁 打 | 与 四 球 | 敬 遠 | 与 死 球 | 奪 三 振 | 暴 投 | ボ ｜ ク | 失 点 | 自 責 点 | 防 御 率 |
| ----- | ----- | ----- | ----- | ----- | ----- | -------- | ----- | -------- | -------- | ----------- | -------- | ----- | -------- | -------- | ----- | -------- | ----- | -------- | -------- |
| 2008  | 日本  | 3     | 1     | 2     | 0     | 0        | 47    | 13.2     | 6        | 0           | 2        | 0     | 0        | 13       | 0     | 0        | 2     | 1        | 0.66     |

### WBCでの投手成績
| 年 度 | 代 表 | 登 板 | 先 発 | 勝 利 | 敗 戦 | セ ｜ ブ | 打 者 | 投 球 回 | 被 安 打 | 被 本 塁 打 | 与 四 球 | 敬 遠 | 与 死 球 | 奪 三 振 | 暴 投 | ボ ｜ ク | 失 点 | 自 責 点 | 防 御 率 |
| ----- | ----- | ----- | ----- | ----- | ----- | -------- | ----- | -------- | -------- | ----------- | -------- | ----- | -------- | -------- | ----- | -------- | ----- | -------- | -------- |
| 2009  | 日本  | 3     | 0     | 1     | 0     | 0        | 9     | 3.1      | 1        | 0           | 2        | 1     | 0        | 2        | 0     | 0        | 1     | 1        | 2.70     |
| 2013  | 日本  | 4     | 0     | 0     | 0     | 0        | 10    | 1.2      | 5        | 0           | 0        | 0     | 0        | 3        | 0     | 0        | 0     | 0        | 0.00     |

### 年度別守備成績
| 年 度 | 球 団  | 投手  | 投手  | 投手  | 投手  | 投手  | 投手     |
| 年 度 | 球 団  | 試 合 | 刺 殺 | 補 殺 | 失 策 | 併 殺 | 守 備 率 |
| ----- | ------ | ----- | ----- | ----- | ----- | ----- | -------- |
| 2005  | 西武   | 13    | 1     | 8     | 0     | 0     | 1.000    |
| 2006  | 西武   | 26    | 10    | 30    | 3     | 2     | .930     |
| 2007  | 西武   | 28    | 12    | 36    | 4     | 3     | .923     |
| 2008  | 西武   | 25    | 13    | 41    | 2     | 3     | .964     |
| 2009  | 西武   | 27    | 12    | 34    | 3     | 4     | .939     |
| 2010  | 西武   | 27    | 12    | 33    | 0     | 4     | 1.000    |
| 2011  | 西武   | 26    | 10    | 48    | 4     | 2     | .935     |
| 2012  | 西武   | 55    | 2     | 9     | 0     | 0     | 1.000    |
| 2013  | 西武   | 45    | 5     | 26    | 3     | 2     | .912     |
| 2014  | ロッテ | 26    | 12    | 31    | 2     | 1     | .956     |
| 2015  | ロッテ | 28    | 13    | 27    | 1     | 1     | .976     |
| 2016  | ロッテ | 26    | 9     | 44    | 1     | 3     | .981     |
| 2017  | ロッテ | 25    | 9     | 33    | 0     | 1     | 1.000    |
| 2018  | ロッテ | 22    | 8     | 30    | 1     | 3     | .974     |
| 2019  | ロッテ | 18    | 2     | 14    | 0     | 1     | 1.000    |
| 2020  | 楽天   | 20    | 8     | 21    | 1     | 1     | .967     |
| 2021  | 楽天   | 21    | 2     | 18    | 0     | 2     | 1.000    |
| 2022  | 楽天   | 10    | 2     | 14    | 0     | 0     | 1.000    |
| 2023  | 中日   | 21    | 7     | 14    | 0     | 1     | 1.000    |
| 2024  | 中日   | 16    | 2     | 11    | 1     | 1     | .929     |
| 通算  | 通算   | 505   | 151   | 522   | 26    | 35    | .963     |

- 2024年度シーズン終了時
- 太字年はゴールデングラブ賞受賞年

### タイトル
- 最多勝利：4回（2007年、2009年、2015年、2020年）※パ・リーグタイ記録（他は稲尾和久、野茂英雄）。3球団（西武、ロッテ、楽天）、3つの年代（2000年代、2010年代、2020年代）での受賞は史上初。

### 表彰
- 沢村栄治賞：1回（2009年）
- ゴールデングラブ賞：4回（投手部門：2009年、2010年、2015年、2016年）
- 月間MVP：5回（投手部門：2006年6月、2009年7月、2016年3・4月、2020年6・7月、2021年3・4月[406]）
- 最優秀バッテリー賞：1回（2009年 捕手：銀仁朗[注 2]）
- 月間最優秀バッテリー賞：2回（2020年6・7月 捕手：太田光[407]、2021年3・4月 捕手：太田光[408]）
- クライマックスシリーズMVP：1回（2008年）
- 所沢市特別顕彰：1回（2009年）[409]※第2回WBC日本代表のチームメンバーとして
- 松戸市民栄誉賞（2009年）[410]

### 記録
初記録
投手記録
- 初登板・初先発登板：2005年3月29日、対北海道日本ハムファイターズ2回戦（札幌ドーム）、2回1/3を7失点で敗戦投手
- 初奪三振：同上、1回裏に小田智之から空振り三振
- 初勝利・初先発勝利：2005年6月18日、対ヤクルトスワローズ6回戦（明治神宮野球場）、6回1失点
- 初完投勝利・初完封勝利：2006年4月23日、対東北楽天ゴールデンイーグルス5回戦（フルキャストスタジアム宮城）
- 初セーブ：2012年5月13日、対北海道日本ハムファイターズ8回戦（函館市千代台公園野球場）、9回裏に5番手で救援登板・完了、1回無失点
- 初ホールド：2012年6月22日、対オリックス・バファローズ5回戦（埼玉県営大宮公園野球場）、9回表に4番手で救援登板、1回無失点

打撃記録
- 初安打：2006年5月23日、対中日ドラゴンズ1回戦（ナゴヤドーム）、4回表に川上憲伸から投手内野安打
- 初打点：2009年5月28日、対阪神タイガース2回戦（阪神甲子園球場）、2回表に安藤優也から左越適時二塁打

節目の記録
- 1000投球回：2010年8月28日、対東北楽天ゴールデンイーグルス17回戦（西武ドーム）、1回表一死目に聖澤諒から三塁ゴロ ※史上322人目（ダルビッシュ有と同日達成）
- 1000奪三振：2013年8月8日、対北海道日本ハムファイターズ17回戦（西武ドーム）、9回表に大引啓次から空振り三振 ※史上135人目[411]
- 1500投球回：2014年9月9日、対埼玉西武ライオンズ22回戦（QVCマリンフィールド）、2回表二死目に斉藤彰吾から空振り三振 ※史上168人目[412]
- 100勝：2015年7月24日、対東北楽天ゴールデンイーグルス13回戦（楽天Koboスタジアム宮城）、7回0/3を2失点（自責点1） ※史上132人目[413]
- 2000投球回：2017年7月7日、対オリックス・バファローズ12回戦（ほっともっとフィールド神戸）、5回裏一死目に小島脩平からの投犠打 ※史上89人目[414]
- 1500奪三振：2017年9月24日、対北海道日本ハムファイターズ25回戦（ZOZOマリンスタジアム）、4回表に松本剛から空振り三振 ※史上52人目[415]
- 2500投球回：2021年5月21日、対千葉ロッテマリーンズ10回戦（ZOZOマリンスタジアム）、4回裏二死目に中村奨吾の盗塁死 ※史上47人目[416]
- 150勝：2021年6月4日、対広島東洋カープ1回戦（MAZDA Zoom-Zoomスタジアム広島）、6回5失点 ※史上49人目[417]
- 150敗：2023年6月14日、対千葉ロッテマリーンズ2回戦（バンテリンドーム ナゴヤ）、6回7安打2失点 ※史上29人目[418]
- 2000奪三振：2024年3月30日、対東京ヤクルトスワローズ2回戦（明治神宮野球場）、4回裏に村上宗隆から空振り三振 ※史上24人目[419]
- 500登板：2024年6月14日、対千葉ロッテマリーンズ1回戦（ZOZOマリンスタジアム） ※史上109人目

その他の記録
- 1イニング4奪三振：2007年4月3日、対福岡ソフトバンクホークス1回戦（グッドウィルドーム）、6回表に山崎勝己・本間満（振り逃げ）・城所龍磨・多村仁から ※史上12人目（13度目）
- クライマックスシリーズ連続無失点：17回（2008年 - 2010年） ※プロ野球史上歴代2位タイ[420]
- 全員奪三振：2009年4月24日、対千葉ロッテマリーンズ4回戦（西武ドーム） ※史上4人目、毎回奪三振と合わせての達成は史上初[421]
- 10試合連続登板：2013年9月25日 - 10月6日 ※史上7人目、西武球団記録[422]
- 全球団勝利：2014年4月15日、対埼玉西武ライオンズ3回戦（埼玉県営大宮公園野球場）、7回2失点 ※史上13人目[423]
- 3球団での最多勝：2007年・2009年西武、2015年ロッテ、2020年楽天 ※プロ野球史上初[424]
- 3球団で2桁勝利：2006年 - 2010年西武、2015年・2016年ロッテ、2020年楽天 ※史上15人目、同一リーグのみで達成は史上初[425]
- 3球団で2桁敗戦：2007年・2008年・2011年西武、2014年・2017年ロッテ、2023年中日 ※史上16人目[426]
- 1試合6被本塁打：2017年5月12日、対北海道日本ハムファイターズ7回戦（東京ドーム） ※パ・リーグ記録[427]
- 開幕4戦4勝：3回（2007年、2016年、2020年） ※プロ野球史上初[428]
- 21年連続勝利：2005年 - 2025年 ※史上8人目、入団1年目からに限ると史上4人目[429]
- リーグ最多暴投を記録していない投手の通算84暴投 ※史上最多
- オールスターゲーム出場：6回（2006年、2007年、2009年、2010年、2015年、2016年）
- 開幕投手：10回（2008年 - 2012年、2015年 - 2018年、2021年）
  - 開幕戦通算6勝 ※NPB歴代3位タイ[330]
  - 3球団での開幕戦先発勝利投手 ※プロ野球史上初[330]
- 1打者に対しての最多投球数22：2024年9月22日、対広島東洋カープ23回戦（バンテリンドームナゴヤ）、打者：矢野雅哉、結果：四球 ※これまでの1打者19球を上回るプロ野球記録[430]
- 所属4球団で10勝以上：2025年5月14日、対東京ヤクルトスワローズ8回戦（バンテリンドームナゴヤ）所属球団別の勝利数は西武85勝、ロッテ48勝、楽天21勝、中日10勝※史上5人目[431]

### 背番号
- 16（2005年 - 2008年、2014年 - 2018年、2020年 - 2022年）
- 18（2009年 - 2013年、2019年）
- 20（2023年 - ）

### 登場曲
- 「Tomorrow never knows」Mr.Children（2012年）
- 「BLUE」BIGBANG（2013年）
- 「SO RIGHT」三代目J Soul Brothers from EXILE TRIBE（2014年）
- 「AMBITIOUS JAPAN!」TOKIO（2015年）
- 「Anniversary!!」E-girls
- 「every little thing every precious thing」LINDBERG
- 「くるみ」Mr.Children
- 「Brand-New Myself 〜僕にできること」CHARCOAL FILTER
- 「The One」 ビーグルクルー（2016年 - 2017年）
- 「ガラスを割れ!」欅坂46（2018年 - ）
- 「サザンカ」SEKAI NO OWARI（2018年 - ）
- 「Just The Way You Are」EXILE ATSUSHI（2018年5月 - 2022年）
- 「その日は必ず来る」DREAMS COME TRUE（2019年 - 2022年）
- 「果てない空」嵐（2019年7月 - 2022年、2023年6月14日）
- 「Imitation Rain」SixTONES（2023年 - 、登板時）
- 「新宝島」サカナクション（2023年5月10日、打席時）[432]

### 代表歴
- 2007年アジア野球選手権大会日本代表
- 2008年北京オリンピック野球日本代表
- 2009 ワールド・ベースボール・クラシック日本代表
- 2013 ワールド・ベースボール・クラシック日本代表